# La Ferté-Vidame
La Ferté-Vidame település Franciaországban, Eure-et-Loir megyében. Lakosainak száma 558 fő (2022. január 1.). La Ferté-Vidame Les Ressuintes, Longny les Villages és Charencey községekkel határos.

## Népesség
A település népességének változása:
| Lakosok száma | 793  | 784  | 801  | 777  | 690  | 708  | 700  | 621  | 581  | 558  |
|               | 1968 | 1982 | 1990 | 2006 | 2013 | 2015 | 2017 | 2019 | 2020 | 2022 |